# Casa al carrer de Lloveres, 17 (Cambrils)
La casa al carrer de Lloveres 17 de Cambrils és una casa antiga del segle xvi de la qual solament conserva en façana una porta arquitravada, de dovelles de soldó. La dovella central presenta gravada la data de 1582 sota el símbol de Jesús(IHS).
La resta de la casa és moderna, estructurada en planta baixa i dos pisos, el primer d'ells amb balcó de barana abombada i el de dalt amb finestres abalconades. El terrat, amb barana d'obra, du la data de 1934. El nou edifici, pintat a franges roges i grogues, és d'estil “arabitzant”.

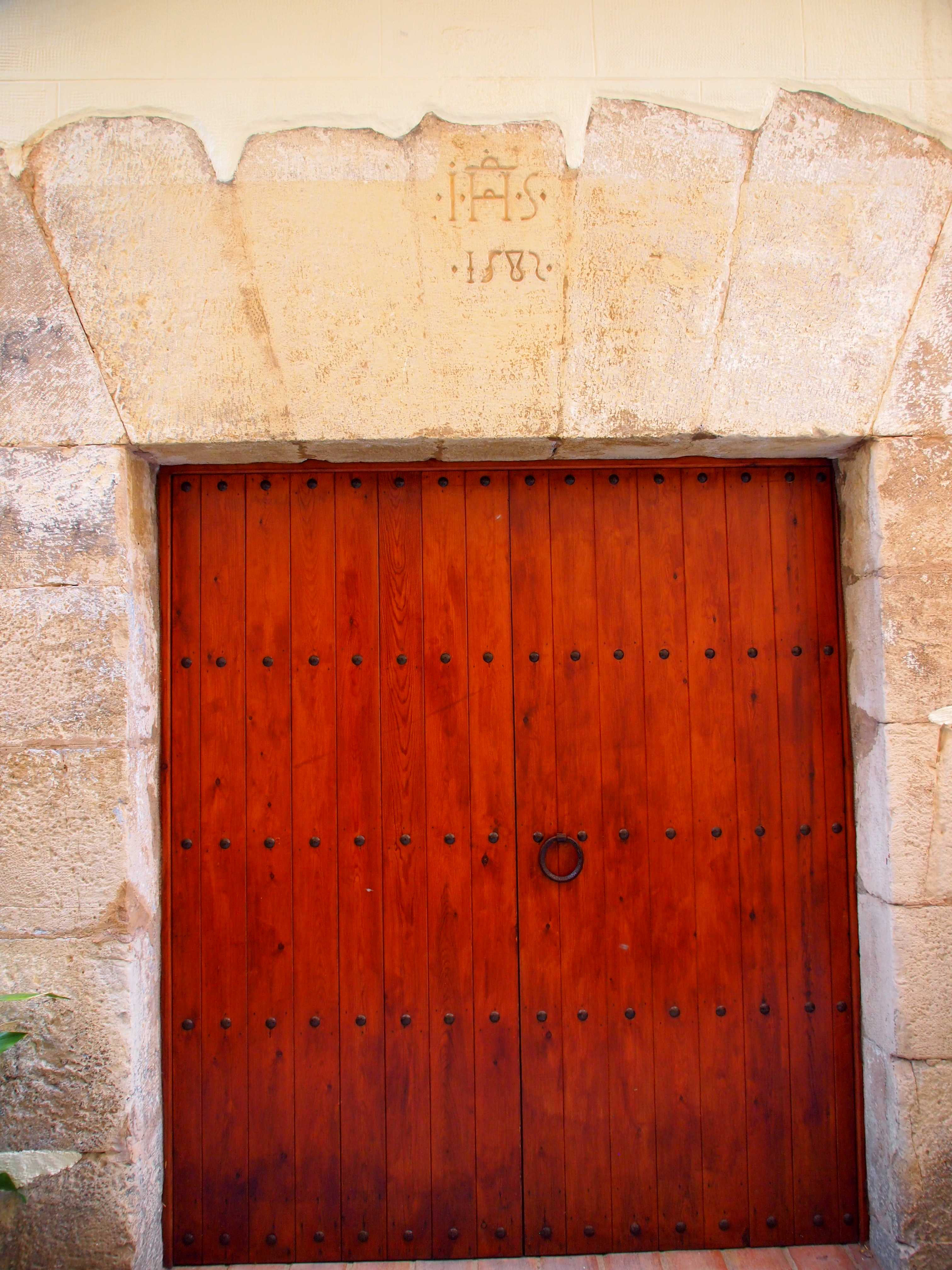
Cambrils, carrer Lloveras 15

Datació: 1582 (porta i possibles estructures ocultes-és la casa amb data en la porta més antiga de Cambrils) i 1934 (casa).
Estat de conservació: bo. Ha estat recentment restaurada pels actuals propietaris.
Alteracions: De la casa antiga solament es conserva a simple vista la porta. La resta és de 1934.